# Chiesa di San Biagio (Rozzano)
La chiesa di San Biagio è la chiesa parrocchiale del quartiere rozzanese di Cassino Scanasio.

## Storia
Citata già nel dodicesimo secolo alle dipendenze della pieve di Locate, si sa di più dal 1566, grazie alla ripresa delle visite pastorali alla parrocchia: si trattava di una costruzione modesta rispetto a quella odierna, con dentro anche pitture di Bernardo Luini.
Nel 1828 vengono inserite le campane sulla torre campanaria, mentre nel 1925 è oggetto di lavori di allargamento. Nel 1929 assume la forma odierna, con la costruzione di un campanile nuovo.